# Daniela von Bülow

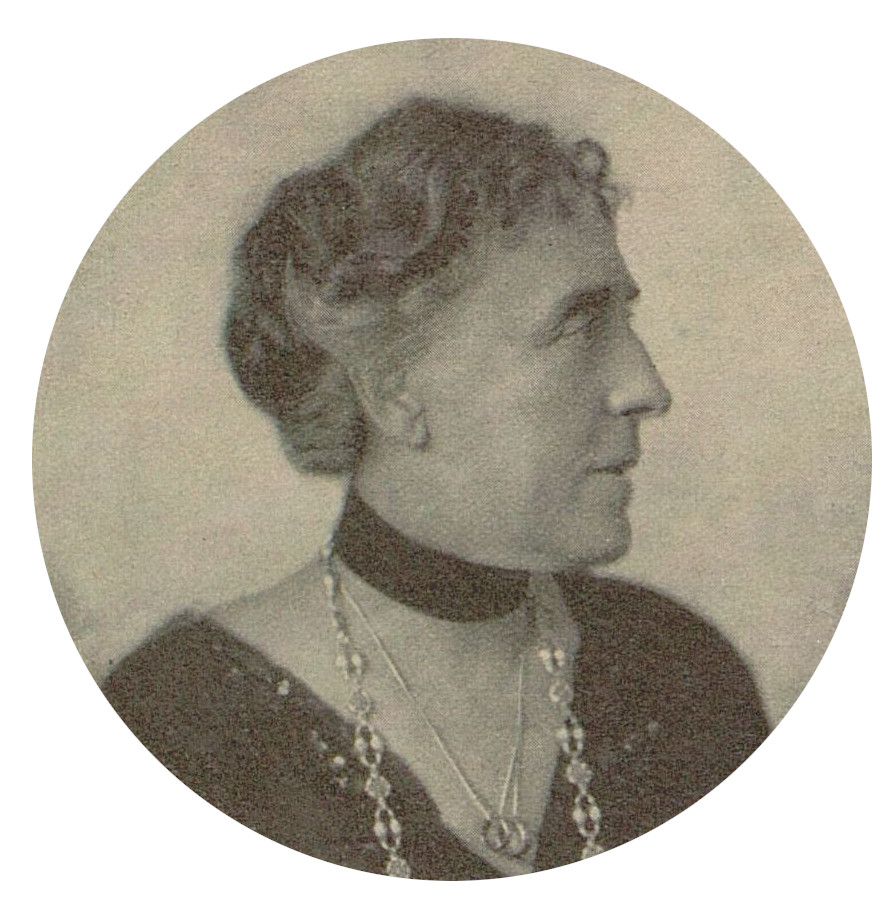
Daniela von Bülow, um 1931

Daniela Senta Thode Freiin von Bülow (* 12. Oktober 1860 in Berlin; † 28. Juli 1940 in Bayreuth) war Tochter von Hans und Cosima von Bülow, Stieftochter von Richard Wagner, Ehefrau des Kunsthistorikers Henry Thode und Enkelin von Franz Liszt. 

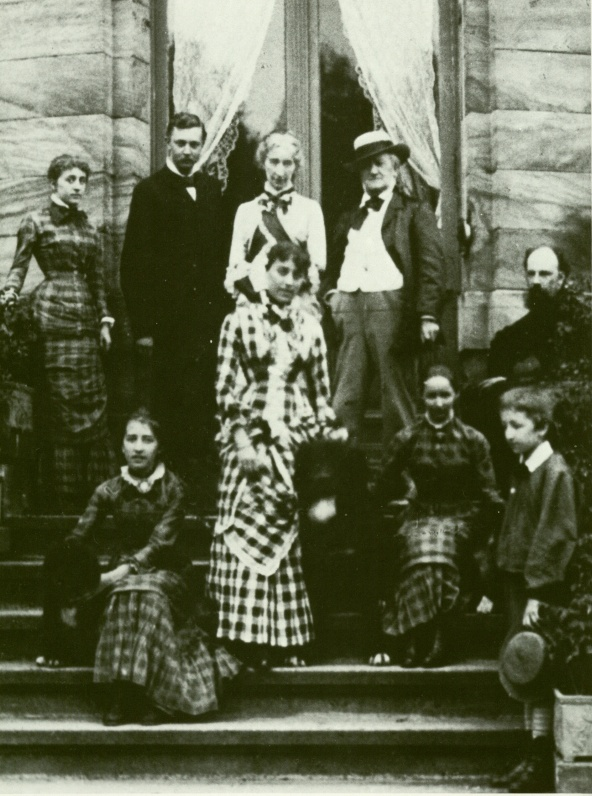
Richard Wagner mit seiner Familie und den Hausfreunden Heinrich von Stein (l.) und Paul von Joukowsky (r.) vor der Villa Wahnfried in Bayreuth. Im Vordergrund stehend Daniela von Bülow. Fotografie vom 23. August 1881

## Leben

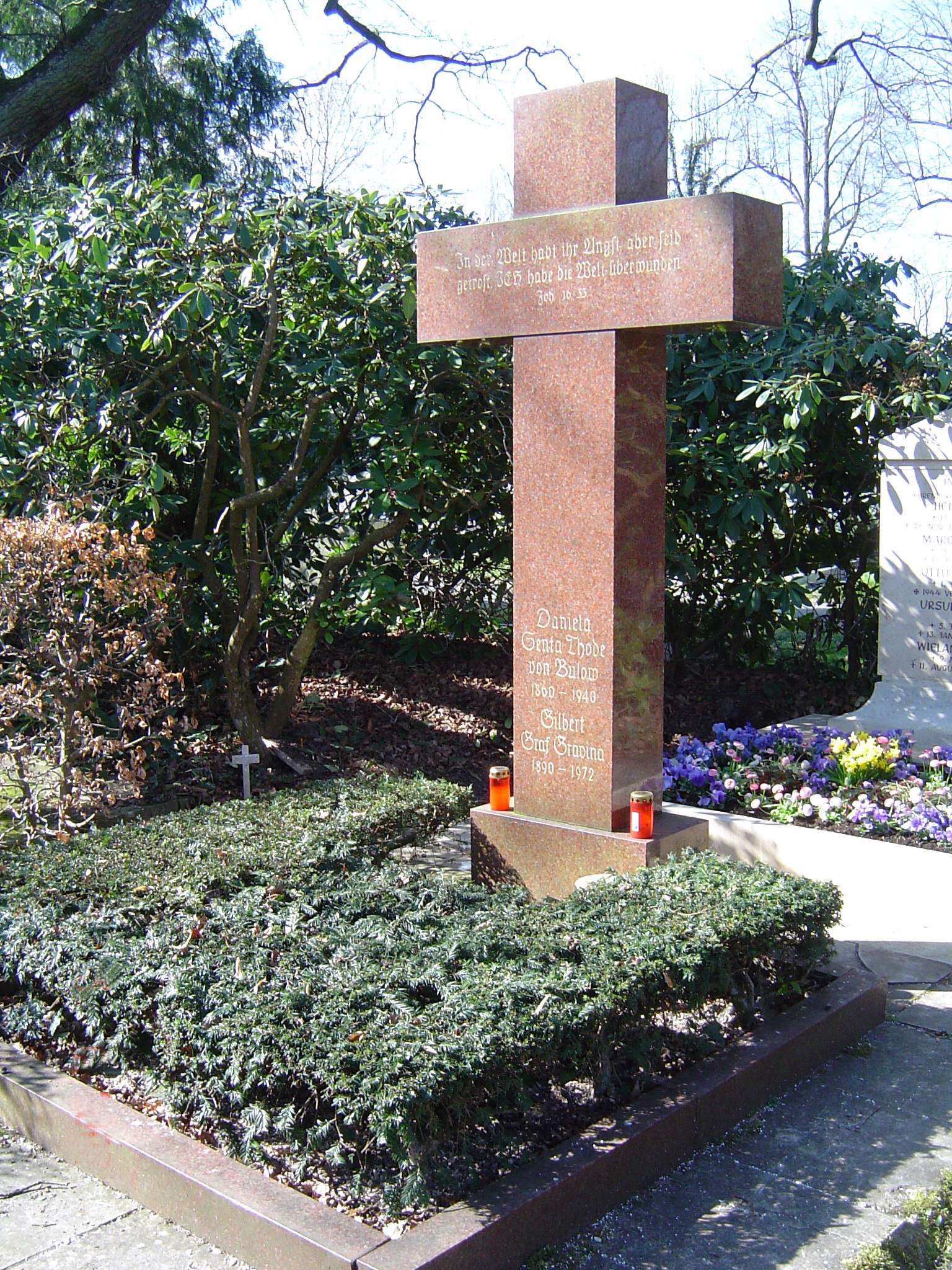
Grabstätte von Daniela von Bülow und ihrem Neffen Gilbert Graf Gravina auf dem Bayreuther Stadtfriedhof

Daniela von Bülow wuchs als älteste Tochter des Dirigenten Hans von Bülow und seiner Frau Cosima in Berlin auf. Als Kind erlebte sie die Entfremdung zwischen ihren Eltern; nach deren Scheidung 1870 kam sie zu ihrer Mutter Cosima, die im selben Jahr Richard Wagner heiratete, mit dem sie schon seit 1864 ein Verhältnis gehabt hatte. Fortan lebte sie zuerst in Tribschen, anschließend in Bayreuth, hielt aber die Verbindung zu ihrem leiblichen Vater aufrecht. Von Ostern 1875 bis 1877 war sie in der Internatsschule Luisenstift nahe Dresden eingeschult, im ersten Jahr davon mit ihrer Schwester Blandine. Zeitweise stand sie unter der Obhut der Gräfin Schleinitz, der engen Freundin ihrer Mutter, die selber keine Kinder hatte und in deren Berliner Salon sie verkehrte. In den achtziger Jahren begleitete sie ihren Stiefvater Wagner nach Italien, wo sie ihren zukünftigen Mann Henry Thode in Venedig kennenlernte. Nach der Hochzeit 1886 lebte sie vor allem in Italien, am Garda- und Comer See, bis sie 1915, nach der Scheidung von Thode, nach Bayreuth zurückkehrte.
Daniela war eine begabte Pianistin und pflegte in Bayreuth das Andenken ihres Stiefvaters, etwa in Vorträgen.
Am 19. Oktober 1928 war sie Mitunterzeichnerin des Gründungsmanifests des Kampfbunds für deutsche Kultur. Bei den Bayreuther Festspielen wirkte sie als Kostümbildnerin mit und war unter anderem 1927 für die Kostüme bei der Neuinszenierung von Tristan und Isolde (Inszenierung Siegfried Wagner, Dirigat Karl Elmendorff, Gunnar Graarud als Tristan) zusammen mit Irma Nierenheim verantwortlich. Am 13. Februar 1933 wurde sie Ehrenbürgerin von Bayreuth. Der Machtübernahme Hitlers im selben Jahr stand sie positiv gegenüber. Sie wurde Mitglied der NSDAP und erhielt noch vor ihrem Tod das Goldene Ehrenzeichen der NSDAP. 1940 starb sie, beinahe achtzigjährig, in Bayreuth.
Harry Graf Kessler notierte über eine Begegnung mit Daniela Thode in Bayreuth:

„Sie zog mich an, weil sie mit einem mir bis dahin unbekannten Fanatismus einen mystischen Kult betrieb, die Anbetung ihres Stiefvaters Richard Wagner. Ich glaube, dass diese Art von Mystik, die einen Menschen nicht bloß zu einem Übermenschen umdeutete, sondern auch gegen jede Kritik wie gegen ein Attentat schützte, erst von den Wagnerianern erfunden worden ist. Jedenfalls war Daniela Thode ganz von dieser Anschauung durchtränkt, jedes Wort, das sie sprach, glühte und leuchtete von ihr. Sie selbst bekam dadurch etwas verführerisch Priesterliches, Magierhaftes.“

## Familie
Daniela von Bülow heiratete 1886 den Kunsthistoriker Henry Thode (1857–1920). Die Ehe wurde 1915 geschieden, sie blieb kinderlos.
Danielas Geschwister waren
- Blandine Freiin von Bülow, verh. Gräfin Gravina (1863–1941)

sowie die Halbgeschwister mütterlicherseits
- Isolde Freiin von Bülow, verh. Beidler (1865–1919),
- Eva Freiin von Bülow, verh. Chamberlain (1867–1942) und
- Siegfried Wagner (1869–1930).

### Sekundärliteratur
- Martin Gregor-Dellin, Richard Wagner – Sein Leben, sein Werk, sein Jahrhundert, München 1980.
- ders., Richard Wagner. Eine Biographie in Bildern, München 1982.
- Brigitte Hamann, Die Familie Wagner, Reinbek 2005.
- Oliver Hilmes: Cosimas Kinder. Triumph und Tragödie der Wagner-Dynastie. Siedler Verlag, München 2009, ISBN 978-3-88680-899-1.